# Sinfest
Sinfest ist ein Webcomic des japanisch-amerikanischen Künstlers Tatsuya Ishida. Der erste Strip erschien am 17. Januar 2000. Ursprünglich erschien Sinfest auf der Website Keenspot, seit dem 9. Juli 2006 ist der Comic eigenständig. Sinfest erscheint (mit Ausnahmen) täglich.
Ursprünglich waren alle Strips schwarz-weiße Lineart, mittlerweile erscheinen sonntags Strips in Farbe und seit Februar 2007 hatten die Zeichnungen auch Grautöne. Am 25. Januar 2008 kehrte Tatsuya zu seinem alten Zeichenstil zurück und tonte wieder mit Schwarz und Strichen.

## Inhalt
Der Comic beschäftigt sich mit der menschlichen Natur, speziell Sexualität und Religion. Er bringt viele Parodien auf die Popkultur, gibt aber auch politische Kommentare ab. Es gibt einige wiederkehrende Rubriken:
- Ninja Theatre: Charaktere stellen Helden und Bösewichte eines Martial-Arts-Film dar
- You had to be there: es wird nicht verraten, worüber die Charaktere reden
- Japanische Kalligraphie: einer der Charaktere wird in vier Panels in ein Kanji transformiert.

### BOMF
Bomf hat im Comic mehrere Bedeuteungen, hauptsächlich aber ist es ein magischer Angriff bzw. ein Verwandlungszauber den der Teufel und andere Dämonen (mit Ausnahme von Li'l E) ausführen können.
Der Teufel kann so z. B. Menschen, oder übernatürliche Wesen in Dämonen verwandeln, wie etwa Tangerine, oder das Jahr 2017, aber auch andere Zauber sind möglich.
Der Rotlichtbezirk im Comic wird als BOMF-District bezeichnet, und das Wort BOMF kommt dort auf Schildern vor.

## Druckausgaben
Im November 2002 erschien mit Sinfest erstmals eine Druckausgabe des Comics. Darauf folgten Life is My Bitch im November 2003, Dance of the Gods im Oktober 2005 und Viva La Resistance im Mai 2011.

## Charaktere
Slick

Die Hauptfigur. Seine Erscheinung ähnelt der von Calvin aus Calvin und Hobbes, mit der gleichen blonden Stachelfrisur und geringen Größe. Allerdings trägt er immer eine Sonnenbrille. Ein (ungeschickter) Aufreißer und selbsterklärter Pimp. Hätte gerne Sex mit Monique, bislang blieb dieser Wunsch unerfüllt. Vom Alter her zwischen 14 und 21, konsumiert er trotzdem Alkohol und Pornografie (in den USA beides erst ab 21 legal).
Monique

Eine attraktive Sechzehnjährige. Auch „Nique“ und „Money“ genannt. Oft als „tramp“ (Flittchen) beschrieben, erscheint sie oberflächlich und eitel, hat aber auch eine nachdenkliche Seite. Sie scheint sich von jedem Mann im Comic (außer Slick) angezogen zu fühlen. Die beiden gehen sich oft gegenseitig auf die Nerven, bleiben aber trotzdem befreundet. Es wird angedeutet, dass sie doch mehr für Slick empfindet. In den neueren Comics ist sie in einer lesbischen Beziehung mit Absinthe.
Criminy

Ein Kumpel von Slick. Intelligent, Brillenträger, belesen und vernünftig, aber auch schüchtern und übertrieben höflich – er redet die Hauptcharaktere mit „Sir“ und „Ms. Monique“ an. Interessanterweise auch ein guter Breakdancer.
Squigley

Slicks anderer Kumpel. Im wahrsten Sinn des Wortes ein Schwein. Ein Sexist und süchtig nach Alkohol, Marihuana und Pornografie. Während der Präsidentschaftskandidatur von John McCain dient er, bezugnehmend auf Barack Obama's Ausspruch „putting lipstick on a pig“ („Lippenstift auf ein Schwein auftragen“ d. h. eine oberflächliche, nur scheinbare Verbesserung durchführen)als Anspielung auf Sarah Palin und ist während dieser Zeit mit Frauenkleidern und Lippenstift zu sehen.
Gott

Im Strip wird nie das Gesicht von Gott gezeigt, sondern nur eine Hand (manchmal beide). Oft verwendet Gott auch Handpuppen; seine Puppe des Teufels wirkt absichtlich lächerlich. Alle Charaktere reden manchmal mit Gott, aber außer Seymour ist keiner besonders beeindruckt – was Gott nicht zu stören scheint.
Jesus

Selten tritt Jesus in charakteristischer Erscheinung auf. Auch im Comic steht er für positive Eigenschaften. Es kommt häufig zu Wortgefechten und Auseinandersetzungen mit dem Teufel. Auch ein allerdings eher sportlicher Wettkampf mit Buddha kommt schon einmal vor, allerdings ist er mit Buddha eher einer Meinung.
Der Teufel

Anders als Gott erscheint der Teufel in menschlicher Größe. Er hat wie in der Tradition Hörner, Spitzbart und einen Schwanz. Meistens trägt er Anzug. Er hat (ähnlich wie Lucy aus den Peanuts) einen Stand, wo Menschen „alles, was du willst“ für den Preis ihrer Seele bekommen können. Auch Slick wollte ihm einmal seine Seele verkaufen. Davon abgesehen, sieht man den Teufel, in den älteren Comics, relativ selten Böses tun – er scheint damals mit seiner bisherigen Arbeit zufrieden gewesen zu sein. Gegenwärtig (2022) ist der Teufel wieder aktiver geworden, er verkauft korrumpierende Produkte wie Sexbots, und manipuliert die Medien, und die öffentliche Meinung. Er hat seinen Stand an Absinthe abgegeben, welche diesen führt während der Teufel seine bösen Absichten umsetzt, und auch seinen Sohn und Erben zu sich geholt hat. Als Haustier hält er sich einen dreiköpfigen Hund, ähnlich dem mythischen Kerberos.
Seymour

Ein christlicher Fundamentalist, der allerdings versucht immer liebenswert zu sein und auch seine Feinde umarmt. Er trägt eine weiße Robe und einen (angeklebten) Heiligenschein. Er ist ständig mit religiösen Aktivitäten wie Beten, Bibel lesen und Missionieren beschäftigt. Selbst Gott und die Engel sind mit seinem Verhalten nicht ganz zufrieden.
Li’l Evil

Li'l Evil, oder auch einfach nur „Li'l E“ oder „Lily“, ist ein Fanboy des Teufels. Anscheinend noch nicht in der Pubertät, ist er eher niedlich als böse. Er zieht sich an wie der Teufel (einschließlich Hörnern) und übt sich darin, böse zu sein – z. B. indem er ein Video ausleiht und es anschließend nicht zurückspult. So wie Seymour Gott verehrt, verehrt er den Teufel; dementsprechend kommt es zwischen beiden häufig zu Konflikten. Im späteren Verlauf der Geschichte erfährt er, dass er der Sohn des Teufels ist, und von diesem auf dessen Anwesen geholt wird. Seine Mutter ist die Hexe Lilith, welche aber zum Handlungszeitpunkt bereits tot ist, und nur als Geist auftritt.
Der Drache

So wie das Christentum durch Gott und den Teufel vertreten ist, steht der Drache für die ostasiatischen Religionen und zeigt so einen dritten Weg. Wie die Drachen der Legende kann er fliegen und Feuer speien und liefert sich sogar mit dem Samtron einen Kampf.
Buddha

Immer freundlich und immer still (nur drei Worte beim Erscheinen im Comic: “I am awake!”) sitzt er im Schneidersitz auf kleiner Wolke und bringt den Leuten gerne einmal Blumen oder Ausgleich. Bekämpft zuweilen zusammen mit Jesus den Teufel.
Tod

Auch der Tod spielt in Sinfest eine bedeutende Rolle. Er ist auch hier das bekannte sensenschwingede Gerippe, allerdings verfügt er über eine Art Gleiter, mit dem er sich umherbewegt. Er wird neuderings auch von einer Schädelartigen Drohne begleitet, welche Menschen, und andere Lebewesen scannen kann, und neben einem Röntgenbild auch die verbleibende Lebenszeit in Form einer Sanduhr zeigt. Gegen Ende des Jahres holt er die anthrophomorphe Verkörperung des ablaufenden Jahres.
Pooch und Percival

Pooch (dt. Hündchen), ein Hund, und Percival, eine Katze, erscheinen größtenteils ohne Überschneidungen mit der Welt der anderen Charaktere. Sie leben zusammen in einem Haus und ihr Besitzer erscheint selten und wird nur teilweise gezeigt. Es wird angedeutet, dass er mit dem Zeichner identisch ist.
Pooch ist lustig, glücklich und seinem Herrchen ergeben; Percy ist intelligenter, aber zynisch (in der Tradition von Garfield), einzelgängerisch und misstrauisch.
Ezekiel und Ariel

Zwei dauerglückliche Engel, die aller Welt ständig zu verstehen geben, wie verliebt sie ineinander sind. Wenn sie erregt sind, gehen sie gemeinsam beten, was als Sexersatz zu dienen scheint. Sie wollen die Menschheit durch das Verkünden von Tugenden wie Enthaltsamkeit beglücken, gehen aber dabei so überheblich zu Werke, dass jeder sie hasst. Der Teufel macht einmal Jagd auf sie, kann sie aber nicht töten, da sie unsterblich sind und nur Glitzerstaub bluten. Bei einer Gelegenheit besuchen sie den Teufel als Zeugen Jehovas zuhause. Er kann sie nur loswerden, indem er vorgibt, bekehrt worden zu sein.
Fuchsia

Fuchsia, auch als Fyoosh bekannt, ist ein weibliches, dämonisches Wesen, das für den Teufel arbeitet und wie ein weiblicher Teufel aussieht. Sie ist nur einer seiner vielen „Angestellten“, arbeitet abwechselnd beim Quälen in der Hölle oder mit ihrer Freundin Baby Blue am Stand des Teufels als Vertretung. Sie hat etwas Besonderes an sich: Durch einen Zufall verliebt sie sich ausgerechnet in Criminy und träumt seither, seine feste Freundin zu sein. Sie schreibt seitdem Liebesbriefe, ist gutherzig und liebt die Schönheit dieser Welt. Der Teufel versucht sie regelmäßig zu kurieren und wieder zum Bösen zu bekehren, aber ihre Liebe zu Criminy, von der er nichts weiß, ist einfach zu stark. Fuchsia wird in der Farbe Magenta dargestellt.
Blue

Blue, Baby Blue, oder neuerdings auch „Bloo“ ist ebenfalls eine Dämonin wie Fuchsia, aber sie ist dem Teufel nach wie vor treu ergeben, kümmert sich in den neueren Comis um die Betreuung seines Sohnes, und leitet diverse böse Operationen. Sie ist nach wie vor um Fuchsias besorgt und teilt dieser mit, dass der Teufel sie wegen ihrer Kontakte mit der Schwesternschaft und Vainglorious im Auge behält. Blue ist im Comic blau.
Absinthe

Absinthe, oder Abby, ist eine grüne Dämonin, welche in der Abwesenheit des Teufels seinen Stand führt. Sie ist eigentlich ganz nett, und mit Monique befreundet, welche sie trotz ihrer eigentlich bösen Tätigkeit gut leiden kann, und sich sogar in sie verliebt.
Angie

Angie oder auch Tangerine/Tange, war einst ein Mädchen vom Land (Country Girl), welches vom Teufel in eine Dämonin verwandelt wurde. Sie ist deutlich jünger als die anderen Dämoninen, und gegenwärtig ist sie so etwas wie eine große Schwester für Li'l Evil, beide besuchen zusammen die Teufelsschule und erleben verschiedene, oft nicht ungefährliche, Abenteuer.
Ihr ist die Farbe Orange, bzw. die im Englischen als „Tangerine“ bekannte Farbvariante, zugeordnet, und sie ist oft mit einem Katzenhoodie zu sehen, welcher ihre Hörner mit Katzenohren, und ihren Teufelsschwanz mit einem Katzenschwanz tarnt.
Sapphire

Eine Dämonin, welche als Stripperin arbeitet, und ihre Tätigkeit von Herzen hasst.
Wenn sie nicht bei der Arbeit ist trägt sie einen langen Mantel und macht zynische Bemerkungen, sie wird oft als Raucherin gezeigt.
Sie hat kurze Haare und ihre Farbe ist ein dunkles Blau, Seymour scheint etwas für sie übrig zu haben.
Milton

Milton ist ein Dämon, und der Chefingenieur beim Unternehmen des Teufels, Deviltech. Er entwickelt all die Maschinen, die der Teufel benötigt. Angefangen bei den verschiedenen Dronen, über Fembots hin zu den gewaltigen Robotern von Uncle Sam und dem Zuhälter. Er ist von kleinem Wuchs und in einer Rückblende wird gezeigt, dass ihn der Teufel einst bei einem Besuch seines Spielzeugladens kennenlernte, als er eine Puppe im Schaufenster sah, welche den Fembots sehr ähnelte.
Aunt Kate

Aunt Kate (Tante Kate) ist eine mächtige Hexe, welche ein Geweih auf dem Kopf trägt, und dem Teufel feindlich gegenüber steht. Der Tod und ihre Freunde sprechen sie mit Hekate an, was darauf hindeutet, dass sie die Göttin Hekate ist. In der Vergangenheit war sie mit lilith befreundet als diese auf die Hexenschule gegangen sind, und Lilith den Teufel kennen gelernt hat.
Kate führt im Wald ein Hexe-Cafe und kümmert sich dort um abtrünnige Fembots.
Sie ist auch die Mutter von Vainglorious.
Vainglorious

(Vainglory eng.: Prahlerei, Selbsverherrlichung) ist ein junger, aufstrebender Dämon, und Künstler, welcher den Teufel stürzen will. Er sieht gut aus und kleidet sich, seinem Namen entsprechend, prahlerisch und eitel. Er trägt alte Uniformjacken, Hemden mit Jabot und Schuhe mit hohen Absätzen, dazu inszeniert er seine Auftritte aufwendig. Er ist ernst und selbstbewusst, kann aber auch ins Lächerliche und Kindische abgleiten wenn ihn etwas begeistert. Da Aunt Kate seine Mutter ist, hat er lange geweihartige Hörner, welche er sich aber beim „Barbier“ gerade schleifen lässt, um wie die restlichen Dämonen auszusehen.
Uncle Sam

Uncle Sam oder auch Sammy ist die Verkörperung der USA wie sie sonst auch aus anderen Medien bekannt ist, ein Mann mit Zylinder, Bart und Kleidung in den farben der US-Flagge. Er steht zeitweise für die Tugenden und erhabenen Werte der Nation, ist aber auch schnell wieder als Imperialist und Krieger unterwegs. Er hat einen riesigen Mech, den Samtron, der ihm ähnlich sieht und das Militär bzw. den militärisch industriellen Komplex symbolisieren soll. Der Samtron wurde bereits mehrere Male zerstört und wird regelmäßig verbessert. Zum gegenwärtigen Handlungszeitpunkt(2022) ist Uncle Sam tot, da er mit bereits angeschlagener Gesundheit während eines Gefängnisausbruchs niedergetrampelt wurde.
Liberty

Lady Liberty, Miss Liberty, oder auch Green Lady, ist die Verkörperung der Freiheit in Form einer Frau die der amerikanischen Freiheitsstatue ähnelt, und die Freundin/Ehefrau von Uncle Sam ist. Sam hat bereits in Richtung anderer Frauen geschielt, aber neuerdings ist die Beziehung auseinander gefallen, auch weil Sam sie unfreiwillig mit dem Samtron angegriffen hat, so dass Liberty heute als eine Art Rebellin, alleine unterwegs ist, und zeitweise bei Aunt Kate unterkommen muss.
The Pimp

The Pimp, oder Big Daddy ist ein vom Teufel beschäftigter Zuhälter/Lude der an der Prostitution der Fembots, Handmaidens und anderer weiblicher Charaktere verdient, und in der Welt des Comic's das Patriarchat stützt. Der Pimp hat, wie auch Uncle Sam, einen riesigen Mech, der ebenfalls wie ein Zuhälter aussieht, und auch den in den USA mit dieser Gruppe assoziierten „Zuhälterhut“ mit Feder, trägt. Wie auch der Samtron wird der Mech des Zuhälters mehrmals zerstört, wobei der Letzte dieser Mechs zusammen mit seinem Piloten, dem Zuhälter selbst, und einigen Freiern in die Hölle stürzt, und ein neuer Zuhälter an dessen Stelle tritt. Diese neue Inkarnation bedient nun neben den alten Geschäftsbereichen, auch den Cult of Woke. Nachdem der neue Zuhälter im Krankenhaus landet, übernimmt Milton zeitweise seine Stelle.
Fembots

Die Fembots sind von Deviltech gebaute Sexroboter in Form junger Frauen, welche entweder in Läden verkauft werden, oder für den Pimp als Prostituierte arbeiten. Einige davon werden Abtrünnig und finden bei Aunt Kate im Wald Zuflucht, wo sie durch magische Rituale von ihrer Programmierung befreit werden, und den Kampf gegen den Teufel und das System führen.
Handmaidens

Tragen unterschiedlich gefärbte Uniform ähnlich denen der „Mägde“ aus den Serien und dem Film nach Margaret Atwoods Roman Der Report der Magd und sind dazu da als fast robotische, willige Sexobjekte dem Teufel und dem „Cult of Woke“ bei der Ablenkung von den wahren Problemen, und dem Betäuben der Massen zu Helfen.
Eine davon, erkennbar an ihren unterschiedlich großen Augen, ist allerdings irgendwie nicht mehr „funktionsfähig“ und handelt gegen ihre „Programmierung“ indem sie Dronen zerstört, Kunden beleidigt und für sich selbst denkt, obwohl sie dabei auch etwas irre ist.
The Sisterhood

Die Schwesternschaft ist eine Gruppe von radikalen Feministinnen, welche gegen das Patriarchat kämpfen und die Pläne des Teufels zu durchkreuzen trachten. Die Mitglieder der Gruppe sind wie auch andere Charaktere, einer bestimmten Farbe zugeordnet, und tragen Sonnenbrillen, welche die Einflüsse des Patriarchats ausblenden sollen, was unter anderem eine Anspielung auf John Carpenters Sie leben ist.
- Xanthe Justice fährt ein Trike, welches mit Männertränen betrieben wird, hat die radikalsten Ansichten der Gruppe und betreibt zu Halloween einen Stand, an dem sie Essen und Getränke an bedürftige Frauen verteilt.
- Clio Merembe fährt ein Fahrrad, trägt einen Afro und ist die Hackerin der Schwesternschaft.
- Tess ist die Mechanikerin der Schwesternschaft, sie baut und repariert etwa die Fortbewegungsmittel der einzelnen Mitglieder.
- Violet trägt immer einen Helm, und bewegt sich stehend auf einem Gleiter fort. Sie ist mit einem Bō bewaffnet und hat bereits zahlreiche Dronen auf dem Gewissen.
- Namenloses fünftes Mitglied

Zombies

Die Zombies erscheinen regelmäßig als die Anhänger dummer, oder inhaltsleerer Ideen, welche sie nicht hinterfragen und denen sie hirnlos folgen.
Die Zombies erscheinen etwa auch als sog. „Johnbies“ (John = Freier) also als dumpfe Konsumenten von Pornographie, und Prostitution, aber auch als Anhänger des Cult of Woke, wo sie ebenso dumpf unter linken Parolen marschieren. Die Zombies sind oft als Kunden der Prostituierten und Handmaidens zu sehen, kaufen sich dort aber nicht Sex, sondern erhalten den von ihnen gewünschten Zuspruch und Anerkennung.
Der beim Absturz seines Riesenroboters getötete Zuhälter taucht ebenfalls erneut als Zombie auf, wobei er mit dem ablaufenden Jahr kämpft, und letztendlich vom Tod zurückgelassen wird.
Dämonen/Teufel

Im Comic als „Devil People“, oder „Devil Person“ bezeichnet sind der Teufel und viele andere Dämonen, welche ihm dienen, oder in der Welt von Sinfest ihre eigenen Ziele verfolgen.
Der Teufel kann solche Dämonen selbst erzeugen, indem er z. B. Menschen „bomft“, aber auch die Hauptfiguren we Slick, Monique und Squigly haben eine dunkle Seite die durch Dämonen dargestellt wird, welche ein unmoralisches Eigenleben entwickeln. Slicks Dämonendoppelgänger heißt „Sleeze“, und der von Monique trägt den Namen „Demonique“.
Die Dämonen haben in der Welt von Sinfest Einrichtungen wie Schulen die etwa von Tangerine und Li'l E besucht werden, und wo man zum Bösen erzogen wird.
Dronen

Deviltech stellt zahlreiche fliegende Dronen her, welche zu Überwachungszwecken eingesetzt werden. Die Illuminati-Dronen sind kleine, pyramidenförmige, und einäugige geflügelte Maschinen, die Alles und Jeden überwachen und auf „Linie“ halten. Li'l E und Tangerine haben eine der Illuminati-Dronen, welche sie „Eyeball“ nennen, umprogrammiert und sich mit dieser angefreundet. Die Hexe Aunt Kate jagt und „tötet“ die Dronen und hält sich auch eine davon in einem Vogelkäfig. Donald Trump wird als solch eine Drone dargestellt, und Slick und Squigly arbeiten in einer Fabrik, welche Dronen herstellt, Squigly erlaubt sich oft Freiheiten bei deren Fertigung.
Neben den kleinen Pyramiden gibt es noch die Dronen die für den Pimp arbeiten und die Fembots und Handmaidens unter Kontrolle halten sollen, diese sehen alle wie der stereotype „Ludenhut“ aus den USA aus.
Barack Obama

Erscheint während seiner Zeit als Präsident als eine Art Erlöserfigur, und Musiker „Barack Star“, er wird überwiegend positiv dargestellt.
Donald Trump

Ist hauptsächlich als eine der kleinen, pyramidenförmigen Überwachungsdrohnen zu sehen. Erkennbar ist er dabei an der von ihm bekannten Haartracht.
Er wird teils negativ aber auch positiv dargestellt und ist auch nach seiner Präsidentschaft zu sehen.
Auf seine Kosten werden oft Witze in Bezug auf seine kleinen Flügel (Hände), und seine Frisur gemacht.